# Soroa
Soroa är en ort i Kuba.   Den ligger i provinsen Artemisa, i den västra delen av landet, 70 km sydväst om huvudstaden Havanna. Soroa ligger 226 meter över havet och antalet invånare är 7 205.
Terrängen runt Soroa är kuperad åt nordväst, men åt sydost är den platt. Runt Soroa är det ganska tätbefolkat, med 52 invånare per kvadratkilometer. Närmaste större samhälle är San Cristobal, 10,1 km söder om Soroa. Omgivningarna runt Soroa är en mosaik av jordbruksmark och naturlig växtlighet.